# NGC 1057
NGC 1057 je galaksija u zviježđu Trokut.

## Vanjske poveznice
- SEDS: NGC 1057